# Revellinos (kommunhuvudort)
Revellinos är en kommunhuvudort i Spanien.   Den ligger i provinsen Provincia de Zamora och regionen Kastilien och Leon, i den nordvästra delen av landet, 220 km nordväst om huvudstaden Madrid. Revellinos ligger 697 meter över havet och antalet invånare är 301.
Terrängen runt Revellinos är platt. Runt Revellinos är det glesbefolkat, med 9 invånare per kvadratkilometer. Närmaste större samhälle är Benavente, 15,4 km nordväst om Revellinos. Trakten runt Revellinos består till största delen av jordbruksmark.